# Червяков, Николай Фёдорович
Никола́й Фёдорович Червяко́в (22 мая 1907 года — 1 июля 1995 года) — советский военный деятель, инженер РВСН, генерал-полковник.

## Биография
Родился 22 мая 1907 года в местечке Калкуны Витебской губернии. Затем семья Червяковых переехала в Макеевку. Окончил рабфак.
Поступил в Московский химико-технологический институт, проучился там два года — до 1931 года.
В РККА с 1931 года, стал курсантом Ленинградской артиллерийской академии, вскоре был переведён в Военную академию имени Ф. Э. Дзержинского. Окончил эту академию в 1934 году.
После окончания учёбы работал в различных местах, также в Народном комиссариате вооружения СССР.
Участвовал сначала в Советско-финской войне, затем — в Великой Отечественной войне. Войну инженер-полковник Червяков закончил в должности директора патронного завода № 304 3-го Главного Управления Наркомата вооружения СССР.
19 апреля 1946 года Червяков возглавил Вятско-Полянский машиностроительный завод.
В августе 1947 года переведён в Москву, служил в 4-м управлении ГАУ ВС СССР, стал заместителем начальника управления.
С июля 1951 года — в Третьем главном управлении при Совете министров СССР, затем работал в Министерстве среднего машиностроения СССР. Вошёл в состав образованного внештатного Научно-технического совета при заместителе МО СССР по специальному вооружению и реактивной технике.
С мая 1957 года Червяков — первый заместитель Начальника 4-го главного управления МО СССР. Руководил развитием и совершенствованием системы С-25, а также участвовал в решении различных важных вопросов.
В августе 1962 года назначен на должность заместителя Главнокомандующего РВСН по вооружению — Главного инженера РВСН. С 24 августа 1962 года — член Военного совета РВСН. В 1969 году Червякову было присвоено звание генерал-полковника. С января 1969 года — начальник Главного управления эксплуатации ракетного вооружения — заместитель Главнокомандующего РВСН по эксплуатации ракетного вооружения.
18 сентября 1973 года ушёл в отставку.
Умер 1 июля 1995 года в Москве. Похоронен на Кунцевском кладбище.

## Награды
- 2 ордена Ленина (20.04.1956; 30.12.1956)
- Орден Красного Знамени (19.11.1951)
- 4 ордена Трудового Красного Знамени (20.04.1945; 7.03.1953; 25.07.1958; 1962)
- 2 ордена Красной Звезды (24.11.1942; 6.06.1947)
- медали «За боевые заслуги» (14.06.1940; 3.11.1944)
- другие медали

Иностранные
- Орден Красного Знамени (Монголия)
- другие награды